# HNLMS Soemba
Le HNLMS Soemba ou Hr.Ms. Soemba (Pennant number: T199, HX1, A891)  était une canonnière de la classe Flores de la Koninklijke Marine (Marine royale néerlandaise) qui a servi pendant la Seconde Guerre mondiale.

## Construction
La quille du Soemba a été posé le 24 décembre 1924 au chantier naval Wilton's Dok- en Werf Maatschappij de Schiedam. Il a été mis à l'eau le 24 août 1925. Le 12 avril 1926, il est mis en service dans la marine néerlandaise.

## Histoire
Le Soemba s'embarqua pour les Indes orientales peu après sa mise en service et y resta jusqu'au début de la guerre du Pacifique en 1941. Le navire a combattu les forces japonaises dans et autour du détroit de la Sonde pendant l'effondrement des Indes orientales. Il a fait partie des forces navales de couverture pendant le transbordement des troupes à destination de la Malaisie du RMS Aquitania à Ratai Bay, dans le détroit de la Sonde, vers des transports plus petits à partir du 20 janvier 1942.
Le 16 février, le Soemba faisait partie d'une petite force à Oosthaven qui comprenait les navires australiens HMAS Yarra, HMAS Goulburn et HMAS Burnie ainsi que les navires britanniques HMS Tenedos et HMS Encounter pour couvrir le retrait des forces alliées de Sumatra. Après l'évacuation, le Soemba est resté dans le port avec le Burnie pour achever la démolition des installations qui comprenait la destruction des munitions, du matériel ferroviaire et le placement de grenades sous-marines sous le quai de la Koninklijke Paketvaart-Maatschappij (KPM) et un hangar à cargaison, ainsi que le déversement d'acide sulfurique dans les pièces de travail et la destruction des hélices de quatre chargements de torpilles. Le navire était l'un des six navires néerlandais rejoints par des corvettes australiennes dans la patrouille auxiliaire du détroit de Sunda pour tenter d'empêcher l'infiltration japonaise de Java par de petites embarcations. Le 27 février, les navires ont subi une attaque aérienne et le Soemba a subi quelques pertes.
Le Soemba s'est embarqué pour Ceylan à la mi-mars 1942. Il a passé la majeure partie de l'année suivante à patrouiller dans les environs du golfe Persique jusqu'à son transfert en mer Méditerranée en mai 1943 et rejoint son navire-jumeau (sister ship) Flores. Le Soemba a fourni un appui-feu naval lors des débarquements amphibies en Sicile (Opération Husky), à Salerne et à Anzio et a escorté des convois jusqu'en mars 1944. Ce mois-là, le navire fut transféré à Portsmouth pour être réaménagé en vue du débarquement de Normandie en juin (opération Overlord). Il fut affecté à des tâches de bombardement à Utah Beach, avec 17 autres navires.
En août, le Soemba fut désarmé car il était considéré comme inapte à reprendre du service, mais les Néerlandais demandèrent à ce qu'il soit réaménagé en navire-école radar à la fin de 1944 pour former le personnel néerlandais aux différents types de radars britanniques utilisés par les navires néerlandais. En conséquence, l'armement du navire fut retiré, le pont fermé et il fut équipé d'un radar d'alerte aérienne à longue portée de type 281 sur le mât de misaine, d'un radar de recherche de surface de type 271 au-dessus de son pont, d'un radar d'alerte aérienne de type 291, également sur le mât de misaine, d'un radar de détection de hauteur de type 277 devant le pont, d'un radar sous-marin de type 268 au milieu du mât de mât et d'un radar de type 293 sur le grand mât à Grangemouth entre mai 1945 et mai 1946.
Le Soemba a été mis hors service en octobre 1949, car il existait désormais suffisamment d'installations d'entraînement à terre et le navire a été modifié à Den Helder pour devenir un navire de direction d'aéronefs. Il a été remis en service en octobre 1952 après que sa tour de contrôle blindée ait été enlevée, que ses superstructures avant et arrière aient été agrandies et que ses mâts aient été remplacés par des mâts en treillis. Des canons Oerlikon de 20 millimètres furent installés de chaque côté de son pont et deux canons Bofors de 40 millimètres furent ajoutés à l'arrière. Tous les radars de surface ont été retirés et le navire est maintenant équipé d'un Type 281 sur son mât de misaine, d'un Type 277 au-dessus de sa superstructure avant et d'un Type 293 sur le grand mât.
Le navire a participé à plusieurs exercices de l'OTAN de 1949 à 1954 et a souvent travaillé avec son homologue britannique HMS Boxer pendant cette période. Le Soemba a été de nouveau désarmé fin novembre 1954 et a été transformé en navire d'hébergement à Den Helder. Il a servi dans ce rôle de 1956 jusqu'à son déclassement définitif en juillet 1985 pour sa démolition.